# Агнес фон Труендинген
Агнес фон Труендинген (на немски: Agnes von Truhendingen; † сл. 15 март 1309) е графиня от Труендинген и чрез женитба маркграфиня на Маркграфство Баден.

## Произход
Тя е втората дъщеря на граф Фридрих I фон Труендинген († 1274) и втората му съпруга Маргарета фон Андекс-Мерания († 1271), вдовица на маркграф Пршемисъл от Моравия († 1239), дъщеря на херцог Ото I от Мерания († 1234) и първата му съпруга пфалцграфиня Беатрис II Бургундска († 1231). Тя е праправнучка на император Фридрих Барбароса.

## Фамилия
Агнес се омъжва пр. 6 октомври 1278 г. за маркграф Херман VII фон Баден (* 1266; † 12 юли 1291), най-големият син на маркграф Рудолф I фон Баден († 1288) и Кунигунда фон Еберщайн († 1284/1290). Двамата имат децата:
- Фридрих II († 22 юни 1333), маркграф на Баден
- Рудолф IV († 25 юни 1348), маркграф на Баден
- Херман VIII († 1296), маркграф на Баден
- Юта († 1327)